# David Liljemark
David Liljemark, född 14 december 1973  i Grava församling, Karlstad, är en svensk serieskapare, skämttecknare, författare, illustratör, musiker och kortfilmsregissör. Han är uppvuxen i Skåre i Värmland och bor numera i Stockholm. Liljemark var aktiv som seriefanzintecknare- och utgivare på 1980-talet, började publicerades i humor- och seriepress under 1990-talet och har producerat ett antal seriealbum. 2003 debuterade han som barnboksförfattare, och 2012 kom hans första prosabok. Som kortfilmsskapare har han samarbetat bland annat med Lukas Moodysson.

## Biografi

### Bakgrund
Inom fanzin-kretsar blev David Liljemark känd både som en av de mest egensinniga och mest produktiva seriefanzinutgivarna i slutet av 80-talet och början av 90-talet, en verksamhet som han var aktiv med i över ett decennium. Publiceringar i diverse svenska serietidningar ledde så småningom till albumdebuten Inte ett rätt, utgiven på Optimal Press 1996. Sedan dess har det blivit ytterligare ett antal seriealbum och en mängd publiceringar i antologier, serietidningar, dagspress och den politiska pressen. På senare år har Liljemark även börjat ägna sig åt filmskapande.
Liljemarks uppväxt i en mindre stad har också lett till jämförelser med andra unga serieskapare – som Mats Jonsson och Simon Gärdenfors – som skildrat tonårsliv långt från storstadsmiljöer.

### Särdrag och bredd
Liljemark sysslar med saker som varierar i stil, utformning, nivå och typ av publiceringsforum. Han är känd för att varva högt och lågt och att ibland skämta om ämnen som av många anses som tabu. I serien Susanna & Bo – en enligt Falu-Kurirens recensent "vanvettig hybrid mellan expressivt bildspråk, rå satir och vardagsrealistiskt berättande" – kan han avsluta en känsligt berättad historia om hustrumisshandel med ett slapstickskämt. I fanzinet Laban retuscherar han bilder och pratbubblor i traditionella skämtserier som Laban och Blondie och får dem att handla om familjer som ägnar sig åt pedofili, ätning av fekalier och nazism. Detta grovkorniga satirbygge presenterades även på den satirfokuserade utställningen "Åratal av övergrepp" 2000 på Serieteket. 
Ibland har utslag av moralpanik drabbat Liljemark. En serie med sexscener, publicerad i Mega-Pyton, visades i TV4:s nyhetsändningar som ett exempel på serier som vissa lärare velat beteckna som "barnfarliga". En annan gång portades han från en konstutställning där han bland annat tänkt bidra med en travesti på August Malmströms tavla "Grindslanten" – med en vaselinburk och en gigantisk erigerad penis infogade i bilden. Samma bild var dock representerad både i MegaPyton och på utställningen "August Malmström – Gudar, hjältar och vanligt folk", på Östergötlands Länsmuseum 2001.
Samtidigt har han skrivit manus för Bamse och skrivit och tecknat Pixi-böcker och Miniböcker för barn, och han har gjort beställningsarbeten för tidningar som Svenska Serier, Pyton och Svenska Mad. Idog publicering har det även blivit i Galago (bland annat den historiska krönikan Boltzius, som därefter repriserades i Nya Wermlands-Tidningen), Mega-Pyton, och Magasin Optimal. Liljemarks teckningsstil är mjuk, vilket kontrasterar till det ofta vassa innehållet i många genrer. Där växlar det mellan crazyhumor, provokationer, relationsdrama, politisk satir, dramadokumentär och självbiografiska serier. I botten finns ofta ett allvar.
Av den senare varan kom det en hel del, i Liljemarks Boltzius. Serieromanen om hans farmors farbror, den värmländske särlingen och fanatiske helbrägdagörelsepredikanten Fredrik August Boltzius samlades i bokform 2009, med åtskillig kulturhistorisk forskning om densamme som extramaterial - mer än dubbelt så omfattande som själva serieberättelsen. 2013 kom den andra, tunnare delen "Boltzius Vol. 2" med ytterligare forskning.
Som skämttecknare har han bland annat synts på Dagens Nyheters "Namn och Nytt"-sidor 2001-2004. Serier och illustrationer har även publicerats i flera tidskrifter, däribland det feministiska magasinet Bang.
Debutromanen Orkestern skrevs 1996–1997 men gavs inte ut förrän i början av 2012; den kom dels i en olimiterad "print on demand"-utgåva, dels i en begränsad upplaga med extramaterial. Den experimentella romanen utgör en saknad pusselbit i Susanna & Bo-eposet och är skriven i en fragmentarisk och uppbruten stil, delvis i brevform.
2018 gav Galago ut David Liljemarks underbara värld, en karriärsomspännande samlingsbok på över 500 sidor (kom sedan i utökad andraupplaga 2020).

### Film och musik
David Liljemark debuterade som kortfilmsmakare redan 1991, med den animerade kortfilmen Mikal. Under 2000-talet har hans filmaktiviteter kommit tätare. I samarbete med Lukas Moodysson (producent) kom 2002/2004 filmen Ett litet barn, som 2005 utgavs på DVD som extramaterial på Moodyssons DVD-utgåva av Ett hål i mitt hjärta. 2006 återkom Liljemark som regissör med den Moodysson-producerade Horst - munspelskungen.
2010 kom den timslånga Jakten på Bernhard, en dokumentär om jakten på den excentriske lappskrivaren Bernhard Redenstedt som Liljemark började intressera sig för under sin tid som student vid Lunds universitet på 1990-talet. Filmen visades våren 2010 på SVT och släpptes året efter på en DVD tillsammans med andra av Liljemarks kortfilmer. Sommaren 2017 pågick Liljemarks gästutställning om Jakten på Bernhard på Lars Lerins konsthall Sandgrund i Karlstad. 
Musiken är en viktig del i Liljemarks liv. Flera av hans serier är späckade med referenser till såväl kända som obskyra rockband, och han är/har varit aktiv musiker i band som Slöphead, Sugar Daddy, Endless Smile, The Wonder Boys och Felched By The Goat. Liljemark var huvudsaklig kompositör till hans egen film Jakten på Bernhard. Han har även tecknat serier om och för rockgruppen The Soundtrack of our Lives och tecknat websingelomslag och turnéplansch med mera för deras räkning.
2020-2023 skrev Liljemark en opera i två akter om Boltzius. Demoinspelningar har spelats upp som följetong i Daywpodden på Soundcloud, från avsnitt 4 till 17. Akt 1 lades upp på Youtube 19 mars 2022, akt 2 följde därefter 12 maj 2023. Bokversionen av operan gavs ut 23 februari 2024, Boltzius - En opera i två akter: Libretto och kommentarer till demoversionen.

### • Utgåvor i eget namn
Seriealbum
- 1996 – Inte ett rätt, Optimal Press
- 1998 – Maxine (med Martin Fredrikson och Mikael Tomasic), Optimal Press
- 1999 – Susanna & Bo, Optimal Press
- 2000 – David Liljemark, Optimal Press
- 2002 – Susanna & Bo (kompletterad pocketutgåva), Optimal Press
- 2003 – Ritman Katz underbara värld, Optimal Press
- 2005 – Ritman Katz & Mannen med Påskö-Ansiktet, Optimal Press
- 2009 – Äppelkindat bus, Komika
- 2009 – Boltzius, Ordfront Galago
- 2014 – Susanna & Bo - deluxe (utökad nyutgåva med extramaterial), Galago
- 2015 – Bita i röret (med Ruben Dahlstrand, Sling Lindh, Matthieu Cousin och Jimmy Wallin), Galago
- 2018 – David Liljemarks underbara värld, Galago (uppdaterad & utökad andraupplaga 2020)

Barnböcker
(Knisen & Knåkan-böckerna skrivna tillsammans med Christian Kastén, tecknade av DL)
- 2003 – Knisen & Knåkan har tårtkalas, Bonnier Carlsen, Pixi-bok (2:a-upplaga 2006, japansk utgåva 2007[18], 3:e-upplaga 2012). Inbunden utgåva i större format 2019, Stevali förlag.
- 2005 – Knisen & Knåkan går och badar, Bonnier Carlsen, Pixi-bok (2:a-upplaga 2008, 3:e-upplaga 2012, 4:e-upplaga 2013). Inbunden utgåva i större format 2019, Stevali förlag.
- 2011 – Knisen & Knåkan lär sig dansa, Bonnier Carlsen, Pixi-bok (2:a-upplaga 2017). Inbunden utgåva i större format 2020, Stevali förlag.

- 2015 – När trollfamiljen kom på middag, Egmont Kärnan, minibok (en av fyra "Trollsagor").
- 2015 – De tre små bockarna Bruse, Egmont Kärnan, minibok (en av fyra "Trollsagor").
- 2015 – När Surtrollet lärde sig fiska, Egmont Kärnan, minibok (en av fyra "Trollsagor").
- 2015 – Småtrollens trolleriskola, Egmont Kärnan, minibok (en av fyra "Trollsagor").

- 2019 - Trollsagor, Dayw books, ISBN 9789198194449 (samlingsutgåva av de ovanstående fyra miniböckerna som Egmont Kärnan gav ut).

- 2020 – Knisen & Knåkan kan inte sova, Stevali förlag, inbunden utgåva.

Prosa och lyrik
- 2012 –  Orkestern. Stockholm: Nilleditions. ISBN 978-91-7437-222-9 (roman i print on demand-utgåva + begränsad upplaga med extramaterial; skriven 1996–1997[9])
- 2012 –  Dä ha satt säj på hôvve: värmländske betraktelser. Torsby: Heidruns. ISBN 978-91-86699-10-9 (novellsamling på värmländska. Utökad pocketutgåva på Dayw books 2018, ISBN 9789198194432)
- 2013 – Boltzius Vol. 2 - Kompletteringar till boken, Galago, ISBN 9789174412260 (fortsättning på boken från 2009)
- 2014 – Let there be feedback when I die - The Wonder Boys lyrics 1997-2012, Dayw books, ISBN 9789198194401 (låttexter på engelska)
- 2014 – Tillbaka på Ilandaskolan, Dayw books, ISBN 9789198194425 (kortfilmsmonolog på värmländska)
- 2024 - Boltzius - En opera i två akter: Libretto och kommentarer till demoversionen, Galago ISBN 9789179455774
- 2025 - The Unholy Goat Gospel - Felched By The Goat lyrics 2011-2024, Dayw books ISBN 9789198194456 (under pseudonymen Felcher Goat. Låttexter på engelska)

### • Bidrag i tidningar och antologier
Serieantologier
- 1991 – Ulv i fårakläder, Optimal Press
- 1998 – Allt för konsten (1), Optimal Press
- 2000 – Strax…, Jemi förlag
- 2001 – Fanzineindex 2001, Optimal Press
- 2003 – Allt för konsten 4, Optimal Press
- 2008 – From the shadow of the northern lights, Ordfront Galago
- 2010 – From the shadow of the northern lights 2, Ordfront Galago
- 2011 – Serier mot rasism, Optimal Press
- 2012 – Rayon Frais, Les Requins Marteaux/Ordfront Galago

Övriga serier (urval)
- 1990–1991 – Mikal, serie i Karlstad-Tidningen
- 1990–1993 – serier i Svenska Serier
- 1991–1998 – serier i Pyton
- 1992–2001 – serier (Susanna & Bo med flera) i Mega-Pyton
- 1992– serier i Galago
- 1994–1996 – serier i Magasin Optimal
- 1998–2003 – Bamse (manus)
- 1999–2001 – serier och skämtteckningar i Svenska Mad
- 2001 – Cartoon Animals (seriehäfte för The Soundtrack of our Lives-albumet Behind the Music)
- 2002 – medverkan i Gudrun Comics 1/2002

Seriefanzin (urval)
(flera av dem utgivna i samarbete med andra kreatörer)
- 1987–1988 – D.I.T.: De Inödlas Tidning #1–12
- 1988–2012 – Fizzo #1–13
- 1989 – Karlson!
- 1989 – Bo Bödel
- 1989 – Corpse Comix
- 1989 – Flask
- 1989 – Hjärnsläpp
- 1989 – Kadaver
- 1989 – Underhudsfett #17-17,5
- 1990 – Terror på Postlåda 665 Street
- 1990 – Magnus
- 1990 – Den Hemskes Latrintunna
- 1990–2001 – Gylf #1–2
- 1992 – Orgoböld
- 1993–1996 – Phallos #1–2
- 1994–2017 – Laban #1–8
- 1997 – DJ:Röv

Skämtteckningar och illustrationer (urval)
- 1989-1992 – illustrationer i Karlstads-Nytt
- 2000-2005 – medverkan i den turnerande utställningen "Fittstim"
- 2001–2004 – skämtteckningar på "Namn och Nytt"-sidan i Dagens Nyheter
- 2001-2005 Omslag, turneplanscher med mera för rockgruppen The Soundtrack of Our Lives
- 2002–2010 – illustration till Klitty-deckarna av Anastasia Wahl, Vertigo Förlag
- 2005-2017 – diverse illustrationer i Dagens ETC
- 2007 – Fyra illustrationer till Operation Kvinnofrids kampanj Okejsex.nu (hösten 2007)

## Filmografi (urval)
- 1991 – Mikal (1 min, animerad)
- 2002 – Efterlysning: Space (6 min)
- 2002/2004 – Ett litet barn (24 min; producent Lukas Moodysson)
- 2006 – Horst – munspelskungen (30 min; producent Lukas Moodysson)
- 2010 – Jakten på Bernhard (58 min; producenter Anna Byvald och Lukas Moodysson. DVD med extramaterial utgiven 2011 av Folkets Bio: Jakten på Bernhard och andra filmer av David Liljemark)
- 2010 – Post Scriptum till Jakten på Bernhard (12 min)
- 2010 – Frödings hjärna (1 min)
- 2014 – Tillbaka på Ilandaskolan (28 min)
- 2015 – DJ:Röv - the Movie (121 min. Dvd med extramaterial utgiven av Njutafilms)
- 2015 – DJ:Rövs begravning (9 min)

## Utmärkelser
- 2009 – Region Värmlands litteraturstipendium, för Boltzius (delat pris)[19]
- 2010 – Karlstads kommuns kulturstipendium till Gustaf Frödings minne (delat pris) [20]
- Årets värmlandsförfattare 2014
- Frödingmedaljen 2023